# UGC 17
UGC 17 es una galaxia espiral localizada en la constelación de Pegaso.